# Józef Hurwic
Józef Hurwic (ur. 23 maja 1911 w Warszawie, zm. 27 lipca 2016 w Paryżu) – polski fizykochemik pochodzenia żydowskiego, profesor, popularyzator nauki, encyklopedysta, członek honorowy Komitetu Historii Nauki Polskiej Akademii Nauk, członek polskich i zagranicznych towarzystw naukowych.

## Życiorys

### Okres przedwojenny
Urodził się w Warszawie jako syn Wolfa (Wolka) i Soni (z domu Mereckiej). Brat Ireny (Sary) Nowakowskiej. Uczęszczał do eksperymentalnego gimnazjum Felicji Buki (koedukacyjne, niereligijne gimnazjum żydowskie z polskim językiem wykładowym), a po jego zamknięciu w 1927, do II Gimnazjum Męskiego Związku Zawodowego Nauczycielstwa Polskiego Szkół Średnich w Warszawie, gdzie w 1929 uzyskał maturę. Studiował chemię na Politechnice Warszawskiej, pracując od 1933 jako młodszy asystent Stanisława Kalinowskiego w Zakładzie Fizyki. Zajmował się badaniami spektrograficznymi i własnościami dielektrycznymi substancji. W marcu 1939 uzyskał tytuł magistra inżyniera.

### II wojna światowa
W czasie wojny przebywał w ZSRR. Najpierw we Lwowie, dokąd dotarł w styczniu 1940; pracował tam jako redaktor w Państwowym Wydawnictwie Mniejszości Narodowych Ukrainy. W momencie wybuchu wojny niemiecko-radzieckiej został ewakuowany do Kijowa; wstąpił jako ochotnik do Armii Czerwonej. Po kilku miesiącach został wcielony do batalionu pracy. Dotarł do Swierdłowska na Uralu, gdzie w grudniu 1941 został zaangażowany jako inżynier w zakładach budowy maszyn dla przemysłu chemicznego i zbrojeniowego. Był przewodniczącym zarządu miejskiego Związku Patriotów Polskich w Swierdłowsku. W marcu 1945 przeniósł się do Moskwy; był redaktorem i tłumaczem w Polskiej Agencji Prasowej (wtedy Polpres). 9 czerwca 1947 repatriował się do Polski.

### Lata 1948–1969
1 stycznia 1948 zaczął pracę jako starszy asystent w Pracowni Pomiarów Elektrochemicznych Głównego Instytutu Chemii Przemysłowej. Wrócił do tematyki przedwojennych badań dielektrycznych: skonstruował aparaturę elektrochemiczną do pomiarów stałej dielektrycznej, przystąpił do wyznaczania momentu dipolowego różnych substancji, prowadząc jednocześnie wykłady na Politechnice Warszawskiej. W 1949 został samodzielnym pracownikiem naukowym.
10 stycznia 1951 otrzymał stopień doktora nauk technicznych na Wydziale Chemicznym Politechniki Warszawskiej (praca doktorska: „Stosowanie nasyconych roztworów wody w benzenie i czterochlorku [tetrachlorku] węgla jako rozpuszczalników w pomiarach momentów dipolowych”). W 1951 został zastępcą profesora w Katedrze Chemii Fizycznej, w 1954 – profesorem nadzwyczajnym, a w 1967 – profesorem zwyczajnym. Od 1961 kierował Katedrą Fizyki, a w maju 1962 został wybrany dziekanem Wydziału Chemicznego.
Od 1966 wykładał na Politechnice Telewizyjnej, dzięki czemu zyskał w kraju popularność.
Jako prezes Polskiego Towarzystwa Chemicznego w 1967 uzyskał dla Towarzystwa dom, w którym urodziła się Maria Skłodowska-Curie (przy ul. Freta 16 w Warszawie) aby urządzić tam muzeum uczonej.
W 1968, w anonimowej ankiecie przeprowadzonej wśród studentów Politechniki Warszawskiej, został uznany za jednego z dwóch najlepszych wykładowców wydziału.
W wyniku wydarzeń marcowych, 20 sierpnia 1968 został odwołany ze stanowiska dziekana przez ministra Henryka Jabłońskiego.
25 września został zmuszony do złożenia prośby o bezterminowy urlop bezpłatny z pracy na Politechnice Warszawskiej.

### Francja
28 czerwca 1969 wyemigrował do Francji na zaproszenie rządu francuskiego. Razem z rodziną osiedlił się w Marsylii.
Na stanowisku professeur associé w Laboratorium Chemii Nieorganicznej na Université d’Aix-Marseille wykładał chemię do momentu przejścia na emeryturę w 1979. Już w 1969 utworzył tam Zakład Chemii Dielektryków, później przemianowany na Zakład Dielektrochemii, brał udział w licznych zjazdach i konferencjach naukowych w Europie i Stanach Zjednoczonych, wygłaszał referaty, kierował przewodami doktoranckimi.
W latach 1979–1987 prowadził wykłady zlecone z chemii na marsylskiej Akademii Medycznej La Timone, kontynuując do 2005 prace historyczno-naukowe i popularyzatorskie po polsku i po francusku.
W listopadzie 1989 Senat Politechniki Warszawskiej przeprosił go za „poniesione krzywdy” i zaproponował powrót na Politechnikę.
Od 2005 mieszkał w Paryżu. 1 sierpnia 2016 spoczął na cmentarzu Père-Lachaise.

## Praca badawcza

### Chemia
Od czasów studiów zajmował się dielekrochemią (słowo które stworzył w 1975, najpierw po francusku): wyznaczaniem stałej dielektrycznej, pomiarami momentów dipolowych z wnioskami dotyczącymi budowy cząsteczek organicznych, badaniami oddziaływań międzycząsteczkowych.

### Historia nauki i naukoznawstwo
Równolegle zajmował się historią budowy materii od końca XIX w., głównie biografistyką (przede wszystkim Dmitrij Mendelejew, Maria Skłodowska-Curie i Kazimierz Fajans – w 1981 Hurwic otrzymał stypendium na zbadanie archiwum Fajansa).
Opublikował również liczne prace popularnonaukowe i dotyczące dydaktyki nauki. Autor ok. 100 prac naukowych z chemii fizycznej i fizyki, ok. 100 prac z historii nauki, a także wielu wydawnictw książkowych.

## Dziennikarstwo i praca wydawnicza

### „Problemy”
Od momentu powrotu do Polski po wojnie poświęcił się działalności popularyzatorskiej i dziennikarskiej: w 1948 wszedł do redakcji stworzonego w 1945 przez Tadeusza Unkiewicza miesięcznika popularnonaukowego „Problemy” jako zastępca redaktora naczelnego, a po śmierci Unkiewicza w 1959 został redaktorem naczelnym. Był jedynym (poza Marianem Eile z „Przekroju”) niepartyjnym redaktorem naczelnym wielonakładowego pisma – nakład „Problemów” dochodził do 130 tys. Poza artykułami naukowców pismo zamieszczało liczne teksty literackie; Julian Tuwim miał tam stałą rubrykę. Kroniki Tuwima Hurwic wydał w latach 1958–1963 w trzech tomach Cicer cum caule, czyli Groch z kapustą. Nagrodę „Problemów”, ufundowaną w 1960, przyznawano corocznie za popularyzację nauki. Seria Biblioteka Problemów wydawała od 1956 książki popularnonaukowe.

### Encyklopedia Współczesna
Od 1956 Hurwic organizował, jako redaktor naczelny, Encyklopedię Współczesną: publikacja zaczęła ukazywać się w 1957 w comiesięcznych zeszytach składających się z części encyklopedycznej i kronikarskiej. Wyszły trzy roczniki; uznane w 1960 za „obiektywistyczne”, wydawnictwo zostało zlikwidowane.

### Inne publikacje
- Cicer cum caule (redaktor), Czytelnik, 3 tomy, 1958–1963
- Encyklopedia Przyroda i Technika, redaktor naczelny, 1963 (nazwisko usunięte z wydania III z 1969)
- Encyklopedia Techniki (wyszła w 1970 bez nazwiska przewodniczącego komitetu redakcyjnego)
- Kierownik naukowy redakcji wydawnictw chemicznych PWN, 1951-1969

### Prasa
Był redaktorem lub członkiem komitetów redakcyjnych licznych czasopism, m.in.:
- „Wiedza i Życie”
- „Wiadomości Chemiczne”
- „Chemia Współczesna”
- „Roczniki Chemii”, dział chemii fizycznej
- „Wszechświat”
- „Kwartalnik Historii Nauki i Techniki”
- „Nukleonika(inne języki)”
- „Organon”
- „Problemy”

### Książki
- Budowa materii, PWN, 1964
- Twórcy nauki o promieniotwórczości, Biblioteka Problemów, PWN, 1989
- Kazimierz Fajans. Sylwetka uczonego. Ossolineum, 1991. Tłumaczenie na niemiecki: 2000
- Maria Skłodowska-Curie i promieniotwórczość, Wydawnictwo Edukacyjne Zofii Dobkowskiej, 1993, 2001; tłumaczenie na francuski: 2003; na angielski: 2011
- Wspomnienia i refleksje, szkic autobiograficzny, 1996, 2001, wyd. III, Dom Wydawniczo-Promocyjny Gal, 2006
- Uczeni też ludzie, Polska Akademia Umiejętności, Kraków, 2006

Liczne tłumaczenia z rosyjskiego, m.in.: Jakub Perelman, Matematyka na wesoło; Teodor Wejtkow, Kronika elektryczności; książki naukowe z chemii.

## Życie naukowe i akademickie
Brał aktywny udział w życiu naukowym i akademickim:
- PAN: członek komitetów i komisji
- Polskie Towarzystwo Chemiczne: członek od 1947, wiceprezes 1952-1964, prezes 1964-1969, członek honorowy 1986
- Członek Société chimique de France od 1960
- Członek Société de Chimie physique (Francja) od 1970
- Członek prezydium Towarzystwa Wiedzy Powszechnej
- Członek Prezydium Komitetu de Pokojowego Wykorzystania Energii Jądrowej, 1958-1968
- Członek polskich i międzynarodowych komisji do spraw nauczania (m.in. w UNESCO)
- Członek jury do nagrody Kalinga przyznawanej przez UNESCO za popularyzację wiedzy, kadencja 1965–1967

Był:
- członkiem honorowym Komitetu Historii Nauki PAN,
- członkiem korespondentem Europejskiej Akademii Nauk i Sztuk w Paryżu, Akademii Nauk, Rolnictwa, Sztuk i Literatury w Aix-en-Provence,
- członkiem zwyczajnym Polskiego Towarzystwa Naukowego na Obczyźnie w Londynie oraz Polsko-Skandynawskiego Instytutu Naukowego w Kopenhadze.

## Najważniejsze odznaczenia
- Złoty Krzyż Zasługi (1953 i 1954)
- Medal 10-lecia Polski Ludowej (1955)
- Krzyż Oficerski Orderu Odrodzenia Polski (1955)
- Krzyż Komandorski Orderu Odrodzenia Polski (1966)
- Odznaka Honorowa PTCh (1981)
- Medal Marii Skłodowskiej-Curie od PTCh (2001)
- Medal Pro Meritis, Institutum Poloniae Scandinaviaque (2001)
- Krzyż Komandorski Orderu Zasługi Rzeczypospolitej Polskiej (2002)
- Medal Polskiej Akademii Nauk im. Mikołaja Kopernika (najważniejsze indywidualne odznaczenie PAN; 8 maja 2006, z okazji 95. urodzin)